# 立命館中學校及高等學校
立命館中學校及高等學校（日語：立命館中学校・高等学校、英語：Ritsumeikan Junior & Senior High School）是一所位於日本京都府長岡京市調子一丁目地區的完全中學。

## 歷史
學校的前身為1905年由企業家中川小十郎所設立的私立京都法政大學（現在的立命馆大学）附屬學校「私立清和普通學校」，隔年改制為舊制中學校後更名為「清和中學校」，在繼承了西園寺公望的私塾立命館之名後，1913年更名為「立命館中學校」。此後曾陸續設立了「立命館商業學校」、「立命館夜間中學校」、「立命館第二中學校」、「立命館第三中學校」，「立命館中學校」也因而一度在1942年更名為「立命館第一中學校」。
1948年配合日本的學制改革更名為「立命館高等學校」，而相關的學校也在隨之整併至本校。
立命館高等學校最初僅招收男性學生，直到1988年從京都市北區的北大路校舍遷至位於伏見區的深草校舍後開始招收女性學生，位於京都市北區的原址後來則由學校法人立命館另設立立命館小學校。
學校法人立命館在2010年代購入大阪成蹊大學原長岡京校區之土地後，將其作為本校之新校舍使用，因而在2014年再次從深草校舍遷移至位於長岡京市的現址，原址後來則由京都市政府接手，為京都市立京都工學院高等學校所使用。

## 著名出身人物
- 華優希- 寶塚歌劇團花組主演娘役